# Новий Городок (Бузулуцький район)
Но́вий Городо́к (рос. Новый Городок) — селище у складі Бузулуцького району Оренбурзької області, Росія.

## Населення
Населення — 37 осіб (2010; 36 у 2002).
Національний склад (станом на 2002 рік):
- росіяни — 97 %